# Justizkanzlei Göttingen
Die Justizkanzlei Göttingen war eine Justizkanzlei, also ein Gericht zweiter Instanz im Königreich Hannover.

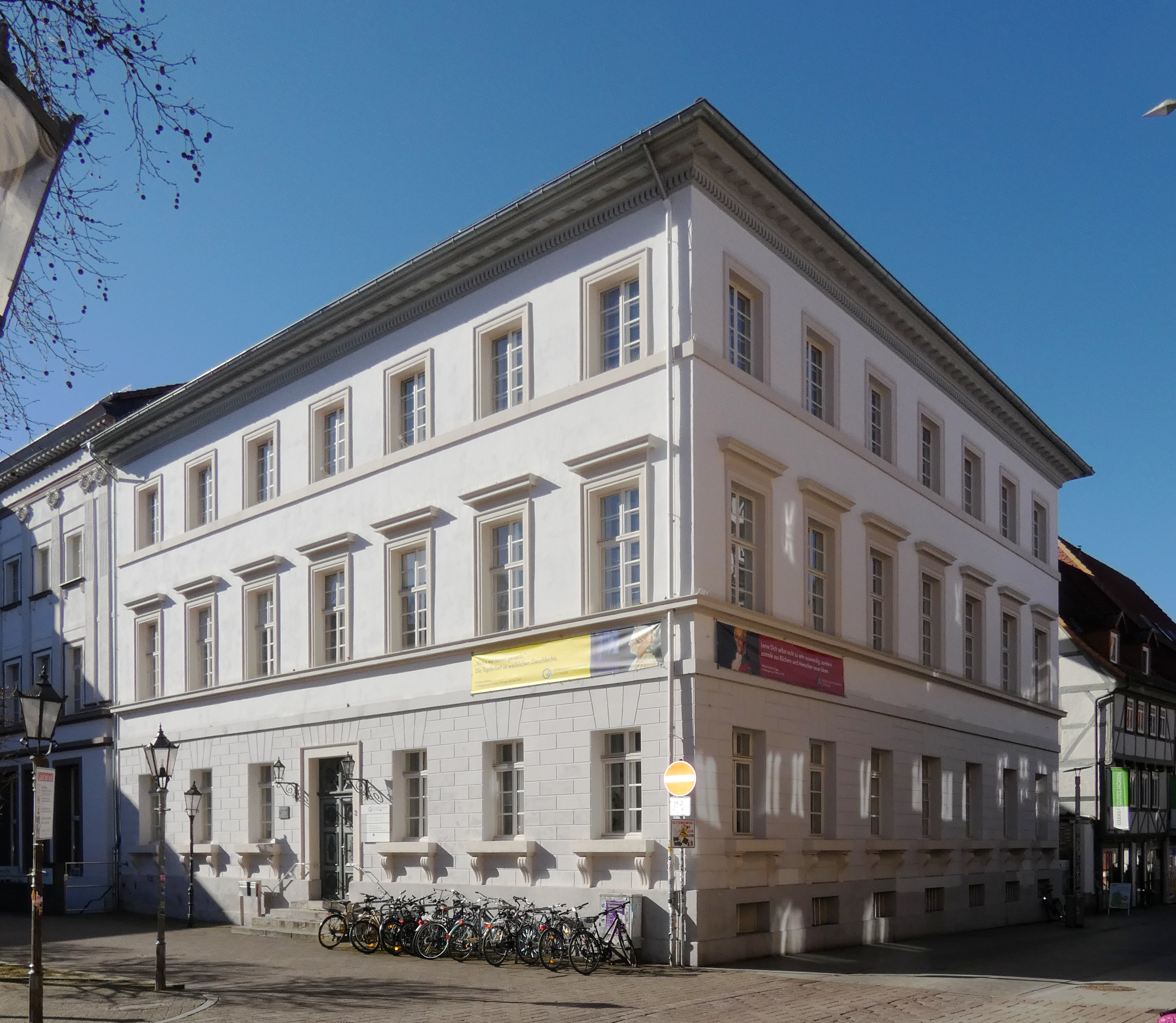
Justizkanzlei Göttingen am Wilhelmsplatz 2 (2025)

## Geschichte
Im Königreich Westphalen hatte man mit der historisch gewachsenen Gerichts- und Verwaltungsorganisation völlig gebrochen. Die bisherigen Hofgerichte und Ämter waren abgeschafft worden. An der Spitze der Gerichtsorganisation stand der Appellationshof Kassel, darunter für das Departement der Leine der Kriminalgerichtshof Göttingen und die Distriktgerichte Göttingen und Einbeck. Darunter standen als Eingangsgerichte die Friedensgerichte.
Nach 1813 war daher eine völlige Neuorganisation des Justizwesens notwendig. An der Spitze stand das Oberappellationsgericht Celle, darunter wurden als Mittelgerichte 8 Justizkanzleien wieder eingerichtet (später kam die Arensbergische Justizkanzlei Haselünne hinzu). Darunter bestanden in der ersten Instanz 274 Untergerichte, davon 162 Ämter, 64 Patrimonialgerichte und 48 Magistrate.
Die Justizkanzlei in Göttingen erhielt die Zuständigkeit für Göttingen-Grubenhagen mit dem Harz, die vor der napoleonischen Zeit beim Hofgericht Hannover gelegen hatte. Hinzu kam der Hannover zugesprochene Teil des Eichsfeldes. Sie wurde durch Königliches Reskript vom 13. Dezember 1816 errichtet und am 1. März 1817 durch Christian Ludwig August von Arnswaldt eröffnet.
Das Personal der Justizkanzlei bestand aus dem Kanzleidirektor, fünf Kanzleiräten und zwei Kanzleiassessoren sowie zwei Kanzleisekretären und drei Kanzlisten. Die Calenberg-Grubenhagensche Landschaft hatte das Präsentationsrecht für einen der Räte. Damit knüpfte man an den ständischen Charakters der ehemaligen Hofgerichte an. Das Gericht war zweite Instanz für Verfahren der Eingangsgerichte und erste Instanz für die sogenannten kanzleisässigen Personen und Sachen. Für das Zivilverfahren waren die Calenberger Kanzleiordnung von 1663 sowie preußische und hessische Gesetze maßgebend, für das Verfahren in Strafsachen, für die fast allein die Justizkanzleien die erkennenden Gerichte waren, die Kriminal-Instruktion vom 30. April 1736.
Nach der Revolution von 1848 wurde im Königreich Hannover die Rechtsprechung von der Verwaltung getrennt und die Patrimonialgerichtsbarkeit abgeschafft. Die Justizkanzleien wurden aufgehoben und durch Obergerichte ersetzt. In Göttingen war dies das Obergericht Göttingen.

## Dienstgebäude
Die Königlich-Hannoversche Justizkanzlei Göttingen hatte ihren Sitz in einem 1822–1824 nach Plänen von Justus Heinrich Müller errichteten, klassizistischen Verwaltungsgebäude am Neuen Markt, der seit 1837 Wilhelmsplatz heißt. Das dreigeschossige Eckgebäude mit der Adresse Wilhelmsplatz 2 (Ecke Barfüßerstraße) dient heute als Verwaltungsgebäude der Ernst-August-Universität.

## Persönlichkeiten
- Friedrich Andreas Stromeyer (1788–1846), ab 1842 Kanzleidirektor der Justizkanzlei Göttingen
- Aemil Hugo (1802–1860), ab 1832 Justizrat an der Justizkanzlei Göttingen

## Archivalien
- NLA HA Hann. 71 Göttingen Justizkanzlei/Obergericht Göttingen